# Mont Lozère
Mont Lozère, také zkráceně Lozère je horský masiv ve střední části pohoří Cevenny, na jihovýchodě Francie.
Nejvyšší vrchol horského masivu Sommet de Finiels (1 702 m) je nejvyšším bodem pohoří Cevenny.
Lozère leží ve stejnojmenném francouzském departementu Lozère, v regionu Okcitánie. Západně od nejvyšší ho vrcholu Sommet de Finiels leží nižší vrchol Roc de Laubies (1 562 m) a východně Pic Cassini (1 685 m). Hora leží na území Národního parku Cévennes.